# Arbuscula alleghaniensis
Arbuscula alleghaniensis là một loài Rêu trong họ Neckeraceae. Loài này được (Müll. Hal.) H.A. Crum, Steere & L.E. Anderson miêu tả khoa học đầu tiên năm 1964.